# 역외회사
역외회사(域外會社, Offshore company)는 합법적 조세 회피를 위해 조세피난처에 세운, 역외 금융 센터가 조세 회피를 위해 세운 페이퍼컴퍼니를 말한다. 면제기업(Exempted Company), 인터내셔널 비즈니스 컴퍼니(International Business Company)이라고도 한다. 한국에서는 보통 유령회사 또는 페이퍼컴퍼니라고 부른다.

## 유령회사
유령회사는 페이퍼컴퍼니를 말한다. 사무실만 있지 직원은 없거나 있어도 형식적으로나 있는, 말만 회사이다. 유령회사는 국내와 국외에 설립할 수 있는데, 보통 조세회피를 위해 유령회사를 세웠다고 할 때는, 역외회사, 즉 조세피난처에 설립한 유령회사를 의미한다. 그러나 한국에서는 유령회사, 페이퍼컴퍼니, 역외회사를 구별하지 않고 통칭해서 유령회사라고 부른다.

## 특징
조세피난처 정부는 역외회사에 한해 세금을 면제하는 것이 통상적이다. 역내에서 행해지는 영업 활동이 없는 것이 특징이다. 즉, 역내에 고정 사업장(permanent establishment)이 없이 우편사서함회사(mail box company) 형식의 페이퍼컴퍼니를 등록시켜놓고 역외 비즈니스 활동에서 발생한 소득을 이전하거나 신설 법인을 설립하는 경우가 대부분이다.

## 같이 보기
- 조세 피난처
- 역외 금융 센터
- 파나마 페이퍼
- 금융실명제